# Stockton Heat
Stockton Heat – amerykański zawodowy klub hokeja na lodzie z siedzibą w Stockton, występujący w lidze AHL.
Jest klubem farmerskim drużyny NHL Calgary Flames. Stockton Heat są następcami drużyny Adirondack Flames która opuściła miasto Glens Falls w stanie Nowy Jork USA i przeniesiona została do Stockton w Kalifornii. Stało się tak na skutek zmian w strukturze ligi AHL i utworzeniu dywizji złożonej z klubów mających siedzibę w stanie Kalifornia. Aby nie wprowadzać zamętu w środowisku kibiców postanowiono odróżnić się od poprzedniego klubu hokejowego występującego w tym mieście, grającego w lidze ECHL Stockton Thunder i zmieniono nazwę na Stockton Heat. Pierwszym sezonem Heat w AHL będzie sezon 2015-2016. Swoje mecze Heat rozgrywać będą w hali Stockton Arena mieszczącej w zależności od konfiguracji od 8600 do 12000 miejsc.